# Marshall (Arkansas)
Pour les articles homonymes, voir Marshall.
La ville de Marshall est le siège du comté de Searcy, dans l’Arkansas, aux États-Unis. Le recensement de 2000 indique une population de 1 313 habitants.

## Histoire
Marshall, incorporée le 18 juin 1884, a été nommée en hommage à John Marshall, juge à la Cour suprême des États-Unis. Elle a été détruite durant la guerre de Sécession et presque entièrement reconstruite.

## Démographie
| 1880 | 1890 | 1900 | 1910 | 1920 | 1930 | 1940 | 1950  |
| ---- | ---- | ---- | ---- | ---- | ---- | ---- | ----- |
| 160  | 278  | 260  | 558  | 749  | 638  | 822  | 1 189 |

| 1960  | 1970  | 1980  | 1990  | 2000  | 2010  | - | - |
| ----- | ----- | ----- | ----- | ----- | ----- | - | - |
| 1 095 | 1 397 | 1 595 | 1 318 | 1 313 | 1 355 | - | - |